# Partidarios (fracción de POUP)
“Partidarios” es un nombre de la fracción informal del Partido Obrero Unido de Polonia (en polaco, PZPR). Fue fundada en los años 60 del siglo XX, sus principales creadores fueron Mieczysław Moczar y el general Grzegorz Korczyński. El nombre proviene del pasado de Moczar y Korczyński, que dirigían las tropas guerrilleras y, además, del ethos de combatientes.

## Formación de la fracción
Mieczysław Moczar, siendo el Viceministro y después el ministro de Asuntos Internos, reunió a su alrededor un grupo de activistas del partido y del estado de nivel medio y bajo, y, además, exsoldados del Ejército Popular. Moczar y Korczyński, comenzaron también a reunir a jóvenes activistas a su alrededor, sobre todo con convicciones nacionalistas, privados de la posibilidad de promoción como resultado del bloqueo de posiciones por parte de la generación anterior. Los militares demasiado jóvenes para poder participar en la lucha contra el ocupante alemán fueron llamados "patriotas". Moczar para cumplir sus propios objetivos usó también la Asociación de Luchadores por la Libertad y la Democracia (desde septiembre de 1964 era el presidente de esta asociación). Con el tiempo, obtuvieron el apoyo de los miembros del Buró Político del Comité Central de POUP de Zenon Kliszka y Ryszard Strzelecki. Los generales Grzegorz Korczyński, Franciszek Szlachcic, Teodor Kufel, Jan Czapla, Mieczysław Róg-Świostek, Tadeusz Pietrzak, el coronel Marian Janic y otros fueron ligados a la fracción de los guerrilleros. A los que apoyaban a la fracción, en algún momento, también pertenecía el entonces jefe del Estado Mayor General del Ejército Polaco, el general Wojciech Jaruzelski.

## Ideología
Los "partidarios" proclamaban una especie de ethos de combatientes con elementos de nacionalismo extremo (chovinismo). Este chovinismo fue dirigido principalmente contra los alemanes, los ucranianos y luego también contra los judíos, a los que se atribuyó un papel decisivo en las represiones estalinistas en Polonia, así como a los de "la fracción de Natolin" (en polaco, „Natolińczycy”). De una manera más oculta dirigieron también su hostilidad hacia los soviéticos, opusieron a los partidarios comunistas que luchaban en la guerrilla a los que llegaron con el ejército soviético a Polonia (en "szynele": abrigos invernales de los militares soviéticos y rusos). Esta agrupación se presentaba como el Nacional-Comunismo.
Numerosas publicaciones sobre las luchas dirigidas por la guerrilla comunista, especialmente Los colores del combate (en polaco, Barwy walki), el libro escrito por Moczar, constituían una base de la ideología de los "partidarios".

## Objetivos de la fracción
Oficialmente, "partidarios" proclamaban lealtad hacia Wladysław Gomułka, en los contactos no oficiales se sugería reemplazarlo con alguien más carismático y más joven. 
De hecho, el objetivo perseguido era aumentar la influencia de POUP, junto con el deseo de separar de sus cargos a los activistas de la generación anterior, a menudo de origen judío. Para este propósito, utilizaron el antisemitismo y los postulados de la lucha contra el cosmopolitismo, contrapuestos al patriotismo.  Se exageraba el apoyo de la gente de origen judío a Israel durante la Guerra de los Seis Días en 1967, y la participación de niños de algunos activistas en la oposición estudiantil. Las actividades de los "partidarios" se dirigieron principalmente contra el resto del grupo "Puławian". No está del todo claro si "los partidarios" planeaban derrocar a Gomułka, o más bien,  querían asegurar a Moczar la posición de la segunda persona más importante en el partido.
El apogeo de la importancia de los "partidarios" fueron las purgas antisemitas en el partido y en las instituciones estatales después de marzo de 1968.